# Куринный, Алексей Владимирович
Алексе́й Влади́мирович Куринны́й (род. 18 января 1974, Цхинвали) — российский политический деятель, врач-хирург, кандидат медицинских наук.
Депутат Государственной думы Российской Федерации VII и VIII созывов с 18 сентября 2016 года, член фракции КПРФ. Депутат Законодательного собрания Ульяновской области III—V созыва (5 декабря 2004 — 18 сентября 2016).
За поддержку российской войны против Украины находится под персональными международными санкциями всех стран Европейского союза, Великобритании, США, Канады, Швейцарии, Австралии,  Японии, Украины, Новой Зеландии.

## Биография
Алексей Владимирович Куринный родился 18 января 1974 года в городе Цхинвали Юго-Осетинской АО Грузинской ССР, ныне город Цхинвал — столица Республики Южная Осетия.

### Образование и получение учёной степени
Окончил Ульяновский филиал Московского государственного университета по специальности «лечебное дело» в 1997 году. В 2002 году в Самарском государственном медицинском университете защитил диссертацию на тему «Нарушения эвакуаторной функции после резекции желудка по поводу осложнённой язвенной болезни и их лечение» и получил учёную степень кандидата медицинских наук. В 2008 году заочно окончил юридический факультет Ульяновского государственного университета.

### Деятельность в медицинской сфере
С 1997 года по 2010 год работал врачом-хирургом поликлинического отделения Ульяновской городской больницы № 2, а также занимался преподавательской деятельностью на кафедре госпитальной хирургии медицинского факультета Ульяновского государственного университета.
С 2010 года по 2013 год — главный врач Ульяновского областного клинического центра специализированных видов медицинской помощи им. Е. М. Чучкалова. Должность была предложена после выборов главы Ульяновска губернатором Ульяновской области Сергеем Морозовым, на что Алексей Куринный дал согласие. Уволен с должности осенью 2013 года, официально — из-за проблем профессионализма в управлении и учащении случаев «неосвоения средств», сам Куринный связывает увольнение со своей оппозиционной политической деятельностью и отрицает официальные обвинения. После покидания должности продолжал работать в клиническом центре в качестве врача-хирурга.

### Политическая деятельность
Участвовал в дополнительных выборах в Законодательного собрания Ульяновской области III созыва 14 марта 2004 года по Засвияжскому избирательному округу № 14 в качестве самовыдвиженца, получил 9507 или 23,11 % голосов избирателей, избран не был, поскольку большинство избирателей (11 965 или 29,09 % участников голосования) проголосовало «против всех» кандидатов.
5 декабря 2004 года в ходе дополнительных выборов был избран от «Единой России» по Засвияжскому избирательному округу № 14 депутатом регионального парламента (получил 14 786 или 37,43 % голосов от принявших участие в голосовании).
Подавал в декабре 2003 года заявление на вступление в «Единую Россию», однако не стал в неё вступать. По собственному утверждению, причиной расхождения с партией стала ситуация с монетизацией льгот, которую Куринный не поддерживал.
В 2005 году вступил в партию «Родина», которая в 2007 году вошла в состав партии «Справедливая Россия: Родина/Пенсионеры/Жизнь», Куринный стал членом партийной фракции в региональном парламенте. В этом созыве занимал пост заместителя председателя комитета по социальной политике и делам молодежи.
Был выдвинут партией «Справедливая Россия: Родина/Пенсионеры/Жизнь» кандидатом в Государственную думу V созыва, был третьим номером в региональной группе № 77 (Ульяновская область). По итогам выборов 2 декабря 2007 года в Думу не прошёл.
2 марта 2008 года был избран от «Справедливой России» по Засвияжскому избирательному округу № 15. Набрал 32,42 % голосов избирателей.
В апреле 2008 года группа членов региональное отделения «Справедливой России» в Ульяновской области предложила на место председателя отделения избрать Алексея Куринного, что привело к расколу в отделении партии. В сентябре 2008 года исключён из «Справедливой России», по официальной причине «за действия, наносящие вред политическим интересам партии и дискредитирующие партию», по неофициальной (фактически) за участие в протестной акции, организованной КПРФ, а именно перекрытие транспортной магистрали по улице Рябикова с протестующими против точечной застройки 9-этажного дома на территории сквера.
После исключения был внепартийным депутатом. Входил в состав комитета заксобрания по государственному и муниципальному строительству и делам молодежи.
Принимал участие в выборах главы Ульяновска, которые состоялись 14 марта 2010 года. Был выдвинут КПРФ. По итогам голосования Куринный занял второе место с 49 537 или 27,84 % голосами избирателей, уступив единороссу Александру Пинкову. Вскоре после выборной кампании Куринный назначен 24 марта новым главным врачом областной больницы № 2 в Ульяновске, назначение связывали с тем, что областная администрация хотела сгладить протесты против проводимой перепрофилировки медучреждения, поскольку ульяновское КПРФ поддерживала эти протесты.
4 декабря 2011 года баллотировался в Государственную думу РФ VI созыва по списку КПРФ, был вторым номером в региональной группе № 66 (Ульяновская область). В Думу не прошёл.
11 июля 2013 года выдвинут региональным отделением КПРФ кандидатом в депутаты Законодательного собрания Ульяновской области V созыва по Ленинскому одномандатному округу № 14, также был вторым номером в общеобластном списке КПРФ. 8 сентября 2013 года избран по Ленинскому одномандатному округу № 14, набрав 5895 или 39,64 % голосов избирателей, обойдя главу регионального отделения «Единой России» Тамару Дмитриеву. Став депутатом, вошёл в состав комитета по социальной политике. Вскоре после выборов отстранён от должности главного врача областной травматической больницы, официальной причиной минздрав Ульяновской области называет рост «случаев неосвоения средств», увеличение объёмов платных услуг, «отсутствие элементарной дисциплины» в медицинском заведении. Однако сам Куринный связывает свою отставку с активной оппозиционной деятельностью, поражением на выборах в одномандатном округе Тамары Дмитриевой и участием Куринного в протестах вокруг строительства гостиницы «Mariott» в округе, где он избрался депутатом.
29 ноября 2014 года на отчётно-выборной конференции Ульяновского регионального отделения КПРФ избран первым секретарём. Сменил на этом посту Александра Кругликова.
2 июля 2016 года региональной конференции Ульяновского обкома КПРФ и пленума ульяновской ячейки партии было принято решение о выдвижении Куринного кандидатом на пост губернатора Ульяновской области в рамках предстоящих выборов. По итогам голосования, которое прошло 18 сентября 2016 года, Куринный занял второе место и не смог выйти во второй тур, проиграв на тот момент официально временно исполняющему обязанности губернатора Сергею Морозову.
Помимо этого, был выдвинут КПРФ по федеральному списку партии под четвёртым номером в региональной группе № 12 (Республика Татарстан, Ульяновская область), а также по Ульяновскому одномандатному избирательному округу № 187 на выборах в госдуму. В одномандатном округе Куринный смог победить вице-спикера Законодательного собрания Ульяновской области, выдвиженца от «Единой России» Игоря Тихонова (перевес был крайне незначительным, Куринный — 35,48 %, 82 025 голосов; Тихонов — 35,17 %, 81 293 голоса). По мнению политолога Николая Васина, Алексею Куринному обеспечили комфортные условия для победы в округе на выборах в российский парламент, чтобы ульяновский оппозиционер уехал в Москву и выпал из региональной повестки. После избрания Законодательное собрание Ульяновской области досрочно прекратило полномочия депутата — регионального лидера КПРФ.
В думе стал членом партийной фракции КПРФ и вошёл в состав комитета по охране здоровья.
Возглавлял общеобластной список КПРФ на выборах в Законодательное собрание Ульяновской области 2018 года, по единому округу КПРФ смогла получить наибольшее число голосов.
В Государственную думу Федерального собрания Российской Федерации VIII созыва в 2021 году избран по федеральному списку КПРФ. Является заместителем председателя Комитета Государственной Думы по охране здоровья.

## Международные санкции
Из-за нарушения территориальной целостности и независимости Украины во время российско-украинской войны находится под персональными международными санкциями разных стран. С 23 февраля 2022 года был включен в санкционный список всех стран Европейского союза. С 24 февраля 2022 года находится под санкциями Канады. С 25 февраля 2022 года находится под санкциями Швейцарии. С 26 февраля 2022 года находится под санкциями Австралии.
11 марта 2022 года США ввели санкции против 12 депутатов Госдумы, которые были задействованы в признании независимости ЛНР и ДНР, среди них — Алексей Куринный. С 11 марта 2022 года находится под санкциями Великобритании. 15 марта 2022 года аналогичные санкции ввела Япония. С 18 марта 2022 года находится под санкциями Новой Зеландии. Указом президента Украины Владимира Зеленского с 7 сентября 2022 года находится под санкциями Украины.

## Законотворческая деятельность
С 2016 года по 2019 год, в течение исполнения полномочий депутата Государственной Думы VII созыва, выступил соавтором 72 законодательных инициатив и поправок к проектам федеральных законов.

## Интересные факты
По официальной декларации депутата Государственной думы избранного по Ульяновскому одномандатному округу № 187 Алексея Куринного за 2020 год составил 5,611 млн руб, в долевой собственности с супругой и четырьмя детьми имеет квартиру 115,1 м². Также он получил служебную квартиру 146,1 м² в пользование. Официально автомобиля не имеет. Супруга имеет в собственности автомобиль Toyota RAV4.

## Семья
Женат, воспитывает четверых детей.

## Награды
- Благодарность Правительства Российской Федерации (20 июля 2019 года) — за большой вклад в развитие российского парламентаризма и активную законотворческую деятельность[26]